# Sanak
Sanak (en aleutià Sanaĝax) és una illa del grup de les Illes Fox, un subgrup de les Illes Aleutianes, a Alaska, Estats Units. Junt a l'illa Caton forma un subgrup anomenat illes Sanak.
Com moltes de les altres illes Aleutines, Sanak va estar habitada pels aleutians durant milers d'anys. El 1828, els administradors de l'Amèrica russa van traslladar els habitants de l'illa a la península d'Alaska per tal de preservar els terrenys de caça de la llúdria marina a les aigües circumdants.
Tot i que Sanak està deshabitada, l'illa segueix sent propietat dels seus antics residents, que ocasionalment la visiten per explotar el bestiar salvatge que hi viu.
El 2004, 2006 i 2007 equips d'arqueòlegs i ecologistes van visitar l'illa per estudiar els efectes de l'ocupació humana a llarg termini. Es van excavar més de 100 jaciments arqueològics i els jaciments més antics daten de fa 5.600 anys.